# レザーアーマー
レザーアーマー（英語: leather armor あるいは leather armour）は、動物の皮（皮革）などで出来た鎧である。日本語においては革鎧 あるいは 皮鎧（かわよろい）という呼称も用いられる。
広義には5世紀頃のフランク人が使用していた、毛皮そのもののハイドアーマー（英語: hide armor）と呼ばれる衣類と鎧の中間的なものも含まれる。

## 概要
革製の鎧は、軽量ながらも軽い衝撃には耐える強度を持つので、射手などの機敏性が要される部隊が主に着用していた。また廉価なことから、民衆が自衛装備としてよく着込むなど広く利用された。
製法としては、なめした皮を単純に重ねただけのものや、厚い皮をワックスで煮込んで硬化処理したものなどがあった。
なめし皮を重ねただけのものはあまり防御力は期待できず、専ら軽い剣やナイフで切り傷を負うことを防ぐ程度であった。一方、ワックスによる硬化処理をほどこしたものは、軽量ながらそれなりの強度（打撃吸収性や切削抵抗性）があり、叩かれたり切り付けられたりといった攻撃を多少なりとも防ぐことができた。
リングメイルやブリガンダインのように、金属部品を使うことで防御性を向上させたものも見られる。金属製のリベットを打ち込んで防御力強化を図ったものは、スパイク・レザーアーマーかスタッド・レザーアーマーとも呼ばれる。
時代が下るにつれ、比較的軽量かつ強度的に有利なチェインメイルなどが普及すると、資金に余裕のある国家の兵士はそれを着用した。しかし革製の鎧は軽量でもあることから、チェストプレートやチェインメイルをレザーアーマーやブリガンダインと併用することで防御力の向上を図ったケースもあり、こういった重ね着は15世紀頃まで盛んに行われていた。

## 現代
こういった鎧は、歩兵による白兵戦が銃を使わずに行われていた時代には実用性があったが、今日の戦争では有効な防御力を期待できないため、まず利用されない。
現代において、着用者の身を守るという実用的な目的のために皮革が利用されるのは、オートバイの乗車に用いるつなぎやレーシングスーツ、ジャンパーなど、ごく一部に限られている。